# David Sobrevilla
David Sobrevilla Alcázar (1938-18 de agosto de 2014) fue un filósofo y docente universitario peruano.

## Semblanza  y estudios
Nació en Huánuco en 1938. Entre los años 1955 y 1958, siguió sus estudios en las facultades de letras y derecho en la Pontificia Universidad Católica del Perú. Después de trasladarse a la Universidad Nacional Mayor de San Marcos, prosiguió los pregrados de Derecho y Filosofía en el período de 1959 a 1963. Se dirigió a Alemania, a seguir cursos de Filosofía y Politología, en la Universidad de Tubinga, entre los años 1964 y 1970.

## Docencia y becas
Ha ejercido la docencia en la Universidad Nacional Mayor de San Marcos en el grado de profesor principal hasta 1995. Profesor visitante de la Universidad de Wisconsin, Madison en 1991.  Fue agraciado con becas del Servicio Alemán de Intercambio Académico y de la Fundación Humboldt. Profesor principal en la Universidad de Lima. Profesor del Doctorado de Derecho por la Universidad de San Martín de Porres. Participó en seminarios de filosofíay en debates.

## Publicaciones
- Introducción a la literatura alemana. 1º Ed. Lima, Universidad Peruana Cayetano Heredia, 1977.
- La filosofía alemana: desde Nicolás de Cusa hasta nuestros días. Lima, UPCH, 1978.
- La filosofía alemana actual. Bogotá. sn, 1978.
- Historia de las ideas en el Perú contemporáneo. 1980.
- La estética de la antigüedad: estudios sobre lo bello y el arte en el pensamiento de Platón, Aristóteles, Cicerón y Plotino. Valencia, 1981.
- Repensando la tradición occidental. Filosofía, historia y arte en el pensamiento alemán: exposición y crítica. 1º Ed. Lima. Amaru Editores, 1986.
- César Vallejo según su epistolario. Lima. UNMSM, 1987.
- Repensando la tradición nacional. Estudios sobre la filosofía reciente en el Perú. 1º Ed. Lima. Editorial Hipatia, 1988-1989.
- ¿Qué se espera de la filosofía en nuestro país? (coautor). Lima. Universidad de Lima, 1993.
- César Vallejo, poeta nacional y universal. Lima. Editorial Mantaro, 1994.
- Introducción bibliográfica a César Vallejo. Lima. Editorial Mantaro, 1995.
- La filosofía contemporánea en el Perú. 1º Ed. Lima. Editorial Mantaro, 1996.
- Introducción a la Filosofía de la cultura. Lima. UNMSM, 1996.
- Enciclopedia Iberoamericana de Filosofía: Filosofía de la cultura. Madrid. Editorial Trotta, 1998.
- Repensando la tradición de nuestra América. Estudios sobre la filosofía en América Latina. 1º Ed. Lima. BCRP, 1999.
- Estética. Madrid, Editorial Trotta, 2003. (coautor)
- Basadre, ese desconocido: estudios y bibliografía basadrianos. 1º Ed. Lima. URP, 2004.
- Escritos peruanos de Francisco Bilbao. 1º Ed. Editorial Universitaria, 2005.
- El marxismo de Mariátegui y su aplicación a los siete ensayos. 1º Ed. Lima. Universidad de Lima, Fondo de Desarrollo Editorial, 2005.
- Escritos kantianos. En torno a Kant, su obra e influencia. 1º Ed. Lima. URP, 2006.
- Cuadernos de Filosofía. Introducción a la Filosofía. Lima. UNMSM- Fondo Editorial.
- La filosofía del derecho en el Perú (2013)
- Historia de la filosofía del derecho I (2012)
- Escritos mariateguianos (2011)